# Table des caractères Unicode/UA640
Cette page contient des caractères spéciaux ou non latins. S’ils s’affichent mal (▯, ?, etc.), consultez la page d’aide Unicode.
Table des caractères Unicode U+A640 à U+A69F.

## Cyrillique étendu – B(Unicode 5.1 à 8.0)
Caractères supplémentaires pour certaines langues à écriture cyrillique : lettres pour le vieux cyrillique ; marque d’abréviation vzmet (cyrillique et glagolitique) ; signes numériques combinants en vieux slavon (dizaines et centaines de millions, milliards) ; signes de ponctuation (astérisque et kavyka) ; marques diacritiques pour l’ancien cyrillique ; lettre modificative payérok ; lettres pour l’ancienne orthographe abkhaze ; lettres modificatives d’intonation pour la dialectologie lituanienne ; lettres diacritiques pour l'ancien cyrillique.
Le caractère U+A66F est une marque d’abréviation employée comme signe diacritique qui se combine à une autre lettre cyrillique de base. Les caractères U+A670 à U+A672 sont des signes numériques employés comme diacritiques qui se combinent avec une autre lettre cyrillique de base pour indiquer un multiple. Les caractères U+A674 à U+A67D et U+A69E à U+A69F sont des signes diacritiques complémentaires employés dans l’ancienne orthographe cyrillique.

### Table des caractères
| en fr  | 0 | 1 | 2 | 3 | 4 | 5 | 6 | 7 | 8 | 9 | A | B | C | D | E | F |
| ------ | - | - | - | - | - | - | - | - | - | - | - | - | - | - | - | - |
| U+A640 | Ꙁ | ꙁ | Ꙃ | ꙃ | Ꙅ | ꙅ | Ꙇ | ꙇ | Ꙉ | ꙉ | Ꙋ | ꙋ | Ꙍ | ꙍ | Ꙏ | ꙏ |
| U+A650 | Ꙑ | ꙑ | Ꙓ | ꙓ | Ꙕ | ꙕ | Ꙗ | ꙗ | Ꙙ | ꙙ | Ꙛ | ꙛ | Ꙝ | ꙝ | Ꙟ | ꙟ |
| U+A660 | Ꙡ | ꙡ | Ꙣ | ꙣ | Ꙥ | ꙥ | Ꙧ | ꙧ | Ꙩ | ꙩ | Ꙫ | ꙫ | Ꙭ | ꙭ | ꙮ | о꙯ |
| U+A670 | о꙰ | о꙰ | о꙰ | ꙳ | оꙴ | оꙵ | оꙶ | оꙷ | оꙸ | оꙹ | оꙺ | оꙻ | о꙼ | о꙽ | ꙾ | ꙿ |
| U+A680 | Ꚁ | ꚁ | Ꚃ | ꚃ | Ꚅ | ꚅ | Ꚇ | ꚇ | Ꚉ | ꚉ | Ꚋ | ꚋ | Ꚍ | ꚍ | Ꚏ | ꚏ |
| U+A690 | Ꚑ | ꚑ | Ꚓ | ꚓ | Ꚕ | ꚕ | Ꚗ | ꚗ | Ꚙ | ꚙ | Ꚛ | ꚛ | ꚜ | ꚝ | оꚞ | оꚟ |

### Historique

#### Version initiale Unicode 5.1
| v · d · m | 0 | 1 | 2 | 3 | 4 | 5 | 6 | 7 | 8 | 9 | A | B | C | D | E | F |
| --------- | - | - | - | - | - | - | - | - | - | - | - | - | - | - | - | - |
| U+A640    | Ꙁ | ꙁ | Ꙃ | ꙃ | Ꙅ | ꙅ | Ꙇ | ꙇ | Ꙉ | ꙉ | Ꙋ | ꙋ | Ꙍ | ꙍ | Ꙏ | ꙏ |
| U+A650    | Ꙑ | ꙑ | Ꙓ | ꙓ | Ꙕ | ꙕ | Ꙗ | ꙗ | Ꙙ | ꙙ | Ꙛ | ꙛ | Ꙝ | ꙝ | Ꙟ | ꙟ |
| U+A660    |   |   | Ꙣ | ꙣ | Ꙥ | ꙥ | Ꙧ | ꙧ | Ꙩ | ꙩ | Ꙫ | ꙫ | Ꙭ | ꙭ | ꙮ | о꙯ |
| U+A670    | о꙰ | о꙰ | о꙰ | ꙳ |   |   |   |   |   |   |   |   | о꙼ | о꙽ | ꙾ | ꙿ |
| U+A680    | Ꚁ | ꚁ | Ꚃ | ꚃ | Ꚅ | ꚅ | Ꚇ | ꚇ | Ꚉ | ꚉ | Ꚋ | ꚋ | Ꚍ | ꚍ | Ꚏ | ꚏ |
| U+A690    | Ꚑ | ꚑ | Ꚓ | ꚓ | Ꚕ | ꚕ | Ꚗ | ꚗ |   |   |   |   |   |   |   |   |

#### Compléments Unicode 6.0
| v · d · m | 0 | 1 | 2 | 3 | 4 | 5 | 6 | 7 | 8 | 9 | A | B | C | D | E | F |
| --------- | - | - | - | - | - | - | - | - | - | - | - | - | - | - | - | - |
| U+A660    | Ꙡ | ꙡ |   |   |   |   |   |   |   |   |   |   |   |   |   |   |

#### Compléments Unicode 6.1
| v · d · m | 0 | 1 | 2 | 3 | 4 | 5 | 6 | 7 | 8 | 9 | A | B | C | D | E | F |
| --------- | - | - | - | - | - | - | - | - | - | - | - | - | - | - | - | - |
| U+A670    |   |   |   |   | оꙴ | оꙵ | оꙶ | оꙷ | оꙸ | оꙹ | оꙺ | оꙻ |   |   |   |   |
| U+A690    |   |   |   |   |   |   |   |   |   |   |   |   |   |   |   | оꚟ |

#### Compléments Unicode 7.0
| v · d · m | 0 | 1 | 2 | 3 | 4 | 5 | 6 | 7 | 8 | 9 | A | B | C | D | E | F |
| --------- | - | - | - | - | - | - | - | - | - | - | - | - | - | - | - | - |
| U+A690    |   |   |   |   |   |   |   |   | Ꚙ | ꚙ | Ꚛ | ꚛ | ꚜ | ꚝ |   |   |

#### Compléments Unicode 8.0
| v · d · m | 0 | 1 | 2 | 3 | 4 | 5 | 6 | 7 | 8 | 9 | A | B | C | D | E | F |
| --------- | - | - | - | - | - | - | - | - | - | - | - | - | - | - | - | - |
| U+A690    |   |   |   |   |   |   |   |   |   |   |   |   |   |   | оꚞ |   |